# Dolly Golden
Dolly Golden est une actrice pornographique française, née le 28 août 1973 à Annecy.

## Biographie
Dolly Golden est active dans l'industrie pornographique pendant les années 1990-2000. C'est en 1996 qu'elle fait ses premiers pas devant une caméra avec son compagnon, pour les besoins d'un film amateur réalisé par Laetitia. Elle et son ami, qui prend le pseudonyme de Marc Barrow, entament alors une carrière professionnelle dans le X. Elle remporte en 1997 l'European X Award de la meilleure starlette européenne au festival de l'érotisme de Bruxelles. On la voit alors dans de nombreuses productions françaises, européennes mais aussi américaines. En parallèle, elle se produit également dans des spectacles érotiques en discothèque.
Elle a également été escort girl.
En 1999, elle remporte le Hot d'or de la meilleure actrice dans un second rôle pour sa prestation dans Croupe du Monde 98, puis l'année suivante celui de la meilleure actrice française pour son rôle dans Les Tontons tringleurs. Avec Marc Barrow, elle produit et réalise en 2000 un film pour le marché américain.
Elle cesse par la suite de tourner mais continue de fréquenter un temps le milieu du X : elle travaille jusqu'en 2010 comme chargée de relations publiques pour Marc Dorcel.
Dolly Golden a par ailleurs tenu des rôles secondaires dans divers films non pornographiques.

## Filmographie

### Pornographique (sélection)
- Pervenches ou les risques du métier (2002)
- Sottopaf et Saccapine font leur cinéma d'Alain Payet (2001)
- Les Tontons tringleurs d'Alain Payet (2000)
- Profession Infirmières de Nuit avec Fovéa
- Educating Joy (2000)
- Dolly and the Anal Whores (2000)
- Twelve Strokes to Midnight (2000)
- Chamber Of Whores 2: Porn World (1999)
- Hot Bods And Tail Pipe 11 (1999)
- Monella di provincia (1999)
- Gangland 5 (1999)
- Exhibition 99 de John B. Root (1998)
- Croupe du monde 98 d'Alain Payet (1998) avec Anita Blond, Océane, Fovéa, Olivia del Rio (1998)
- Buttman's Bubble Butt Babes (1996)
- Initiation 1996 ou 97 (film amateur avec l'actrice Sirkis)
- Illusion (Marc Dorcel)
- Le Fétichiste (Marc Dorcel)
- Rap Intégral (Marc Dorcel)
- La Fête à Gigi d'Alain Payet (Marc Dorcel)
- Les 12 coups de minuit (Marc Dorcel)

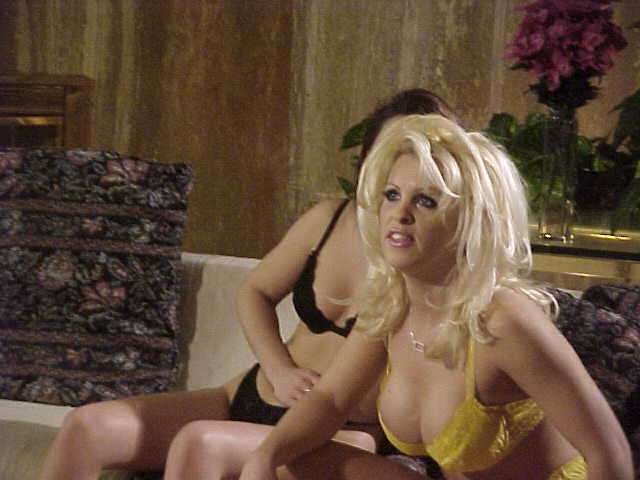
Dolly Golden sur un plateau de tournage.

- Désir Fatal (Marc Dorcel)
- Le point Q (Marc Dorcel)

### Non pornographique
- 2012 : Les Infidèles d'Emmanuelle Bercot, Fred Cavayé, Alexandre Courtès, Jean Dujardin, Michel Hazanavicius, Éric Lartigau et Gilles Lellouche : la maîtresse
- 2006 : Incontrôlable de Raffy Shart (non créditée)
- 2004 : L'Ex-femme de ma vie de Josiane Balasko : Cynthia, l'infirmière
- 2004 : Les Hyènes (série tv) 1 épisode
- 2003 : France Boutique de Tonie Marshall :  Actrice porno 2
- 2003 : Caméra Café (épisode : Ça va déchirer ce soir) : Candidate popstar
- 2001 : Time Demon 2 de Richard J.Thomson : prisonnière

## Distinctions
- European X Award de la meilleure starlette européenne en 1997
- Hot d'or de la meilleure actrice européenne second rôle en 1999
- Hot d'or de la meilleure actrice française en 2000

Nommée presque 50 fois dans diverses cérémonies à travers le monde.

## Publication
Le Meilleur des perles du X par Dolly Golden, préface de Marc Dorcel. Éditions Michel Lafon, 2001